# Фадин (хутор)
Фадин —хутор в Перелюбском районе Саратовской области в составе  Перелюбского муниципального образования.

## География
Находится на расстоянии примерно 11 километров по прямой на юг от районного центра села Перелюб.

## История
Хутор был основан ранее 1892г., т.к. в том году на хуторе родился Эгленталь Матвей Федорович - жертва политического террора в СССР, источник: Книга памяти Омской обл.Книга Памяти Омской области

## Население
Постоянное население составляло 28 человек в 2002 году (чеченцы 68%) ,  14 в 2010 году.